# Garbh Chioch Mhor
Garbh Chioch Mhor är ett berg i Storbritannien.   Det ligger i kommunen Highland och riksdelen Skottland, i den nordvästra delen av landet. Toppen på Garbh Chioch Mhor är 1 013 meter över havet.
Terrängen runt Garbh Chioch Mhor är huvudsakligen kuperad. I omgivningarna runt Garbh Chioch Mhor växer i huvudsak klippor med låg växtlighet.